# Дечји крсташки рат
Дечји крсташки рат је назив за неколико фиктивних и стварних догађаја који су се одиграли 1212. године и који се састоје у комбинацији неких од следећих догађаја: 
- визију једног дечака,
- поход деце према јужној Италији,
- покушај ослобођења Свете земље и
- продају деце у ропство.

Постоји неколико контрадикторних извештаја о догађају, а чињенице су и даље предмет дебате међу историчарима.

## Дуго превладавајуће мишљење
Према дуго превладавајућем схватању, ради се о једној од неколико верзија догађаја са сличном тематиком. Или у Француској или у Немачкој, извесни дечак почео је проповедати тврдећи да га је посетио Исус и наложио му да предводи следећи крсташки рат. Низом наводних пророчанстава и чуда придобио је значајно мноштво следбеника, укључујући можда чак и 20000 деце. Повео је своје следбенике на југ према Средоземном мору, где је, сматра се, веровао да ће се море растворити кад дође, како би он и његови следбеници могли наставити поход према Јерусалиму. Но растварање мора се није догодило. Два трговца понудила су превоз за онолико деце колико је могло стати на седам бродова. Деца су тада била или одвезена у Тунис и продата у робље, или су погинула у бродолому. Према неким извештајима, деца никад нису ни дошла до мора, умревши раније или одуставши од похода због глади и исцрпљености. Наука је, међутим, показала да је ово дуго превладавајуће схватање више легенда него чињеница.

## Модерна истраживања
Према новијим истраживањима, чини се да су се догодила два покрета током 1212: у Француској и у Немачкој. Сличности двају споменутих догађаја подстакле су касније хроничаре да их споје у једну јединствену причу.
У првом догађају, Николас, немачки пастир, предводио је у рано пролеће 1212. једну групу кроз Алпе у Италију. Око 7000 људи пристигло је у Ђенову касно у августу. Но њихови планови изјаловили су се кад се вода није раздвојила како им је било обећано и дружина се распала. Неки су се вратили кући, неки су можда отишли у Рим, а остали су можда отпутовали низ Рону у Марсељ где су вероватно били продати у робље. Мало их се вратило кућама, а ни један није стигао у Свету земљу.
Други покрет предводио је „дечак пастир“ именом Стефан де Клое недалеко од села Шатодин, који је у јуну тврдио да је добио писмо од Исуса за француског краља. Привукавши мноштво од преко 30.000 следбеника, запутио се у Сен Дени где је виђен како изводи чуда. По заповести Филипа II, према савету универзитета у Паризу, маса деце је послата кућама и већина се разишла. Нити један оновременски извор не спомиње планове мноштва на пут према Јерусалиму.
Каснији хроничари спојили су ове догађаје. Недавна истраживања сугеришу да саучесници нису били деца, барем не нарочито млада деца. У раним годинама 13. века, дружине лутајуће сиротиње почеле су се појављивати широм Европе. Ти људи били су покренути економским променама онога времена, које су присилиле многе сељаке у северној Француској и Немачкој да продају земљу. Ове групе називало се, на снисходљив начин, именом пуери (лат. дечаци), слично као што се људе у руралним подручјима Сједињених Америчких Држава и данас назива "country boys" ("сеоски момци"). Године 1212, млади француски пуер именом Стјепан и немачки пуер именом Николас независно су утврдили да су имали слична виђења Исуса. То је резултовало стварањем група лутајућих сиромаха, уједињених у верски протестни покрет који је ово присилно лутање претворио у верско путовање. Пуери су марширали, следећи крст и поистовећујући своје путовање с Исусовим библијским путовањима. Ово лутање, међутим, није било никакав увод у свети рат.
Тридесетак година касније, хроничари су прочитали извештаје о овим походима и превели "пуери" као "деца", без разумевања употребе речи. Тако је рођен Дечји крсташки поход. Резултујућа прича осликава колико је уврежен био концепт крсташтва у менталитету људи оног времена - хроничари су напросто закључили да су ПУЕРИ морали бити крсташи, враћајући се у својој невиности темељима крсташтва карактеристичним за Петра Пустињака и скончавши на исти трагични начин.
Према Метјуу Парису, један од вођа „Дечјег крсташког похода“ постао је „Ле Маитре де Хонгрие“, вођа Пастирског крсташког похода 1251.